# Одмор башибозука
Одмор башибозука позната и као Арнаутски ратник и Албански ратник је рано дело Паје Јовановића, настало средином осамдесетих година XIX века. Пример је слике академског реализма из уметникове оријенталистичке фазе стваралаштва. Слика приказује наоружаног башибозука који се одмара уз чај или кафу и конзумира наргилу.
Дело Одмор башибозука настало је у техници уља на дасци око 1887. или 1888. године и налази се у поседу Музеја града Београда, који баштини легат Паје Јовановића.

## Слика

### Опис
Слика је димензије 41 x 32,5 cm и постављена је у богатом раму са чијим пропорцијама има укупно 68 x 60,5 cm. Приказује албанског ратника, који се одмара уз чај или кафу и конзумира наргилу. Војник је одевен у богатој ношњи и под пуном ратном опремом, укључујући кубуре, јатагане и арнаутску пушку рашак - крџалинк. Због богатог одела и опреме, поједини историчари уметности наводе претпоставку да је особа са слике заправо заповедник мање чете.

### Башибозук
На слици Одмор башибозука приказан је арнаут тј. башибозук, односно припадник нерегуларних пешадијских и коњичких војних снага османске војске. Састављени од добровољаца, најчешће Черкеза, Албанаца, Курда и Рома-муслимана. Избегавали су уређене борбе и били познати по зверствима, пљачки и одвођењу робља. Башибозуци су били познати по недостатку дисциплине.

## Провенијенција
О историји поседовања слике Одмор башибозука се мало зна. Према подацима из каталога Народног музеја, Паја Јовановић: Системски каталог дела, Паја је слику насликао по поруџбини лондонског галеристе Хенрија Велиса. Претпоставља се да је слика настала средином осамдесетих година XIX века, за време уметниковог боравка у околини Скадра. Слика се нашла у Њујорку па потом поново у Лондону на аукцији у Кристису, 1994. године.  Тада је излагана под називом Арнаутски ратник.
Године 2023. Пајино дело се нашло на аукцији лондонске аукцијске куће Садеби. На аукцији под именом Пут свиле - слике оријенталиста и намештај из резиденције у Белгравији, заказаној за 9. новембар, слика је приказана под лотом 90, у оквиру колекције Оријенталне уметности и декоративних предмета и намештаја из XVIII. века. Процењена вредност слике била је од 70.000 до 100.000 фунти. Музеј града Београда је уз помоћ Владе Србије, министарства и председника купио слику за 304.800 фунти, односно 349.500 евра са урачунатим порезима и таксама, односно по цени од 240.000 фунти (око 279.000 евра).
Слика је почетком фебруара 2024. стигла у Србију, и од 5. марта се налази изложена у Конаку кнегиње Љубице.